# نیر (درگزین)
نیر، روستایی در دهستان درگزین سفلی بخش مرکزی شهرستان درگزین در استان همدان ایران است.

## جمعیت
بر پایه سرشماری عمومی نفوس و مسکن در سال ۱۳۹۵، جمعیت این روستا برابر با ۱٬۶۹۸ نفر (۵۵۵ خانوار) بوده‌است.